# Tympanoctomys barrerae
Tympanoctomys barrerae (chuột đuôi lông) là một loài động vật có vú trong họ Octodontidae, bộ Gặm nhấm và là động vật có vú có số cặp gen nhiều nhất. Loài này được Lawrence mô tả năm 1941.

## Hình ảnh

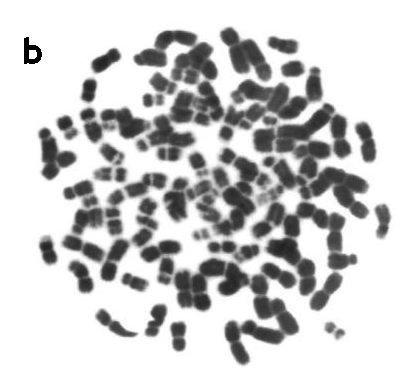
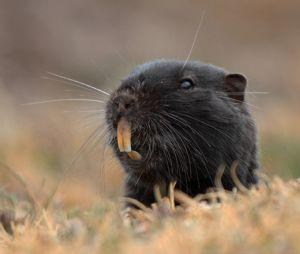
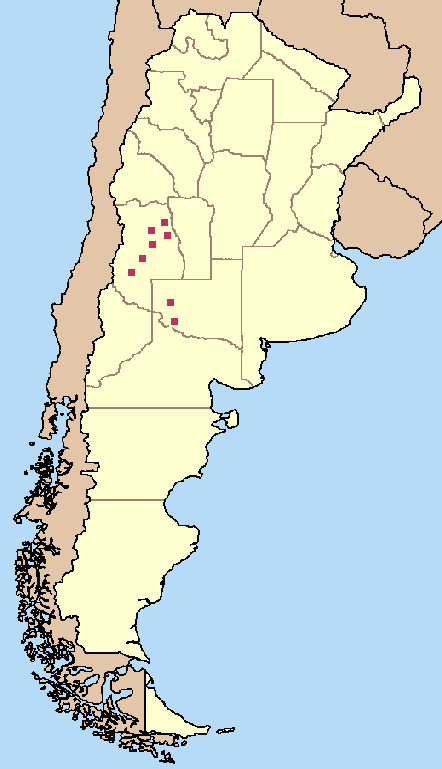
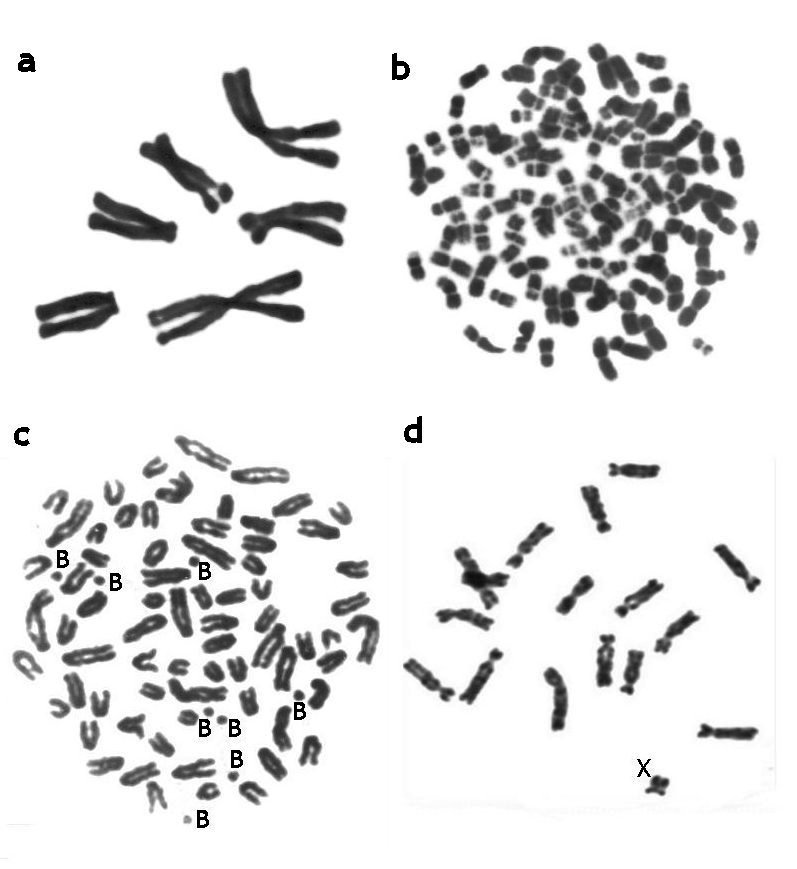